# Cyperia percrassus
Cyperia percrassus är en insektsart som först beskrevs av De Lotto 1961.  Cyperia percrassus ingår i släktet Cyperia och familjen ullsköldlöss.
Artens utbredningsområde är Uganda. Inga underarter finns listade i Catalogue of Life.